# バニー・レークは行方不明
『バニー・レークは行方不明』（バニーレークはゆくえふめい、Bunny Lake Is Missing）は、1965年のイギリスのサスペンス映画。監督はオットー・プレミンジャー、出演はキャロル・リンレーとローレンス・オリヴィエなど。イヴリン・パイパーの同名小説（嵯峨静江訳 早川書房）の映画化。タイトルをソウル・バスが担当。
主人公が行方不明者を探すという同様のプロットの映画としては『バルカン超特急』、『フライトプラン』などがある。テレビシリーズでは1990年の『新スタートレック』第4シーズン5話「恐怖のワープ・バブル」も同様のプロットである。
パイパーの原作には1889年に発生したとされる「パリ万博事件」（証拠が残っていないため都市伝説と言われている）が紹介されている。イギリス人の母娘がパリのホテルに宿泊したが、母親が姿を消し、娘が必死に探すが、「始めから母親はいなかった」と言われるという事件である。

## 特徴
映画評論家の町山智浩は、本作が『バルカン超特急』や『フライトプラン』などの類似の映画と異なる点として、行方不明になるバニー・レークを最初に見せないことを挙げている。類似の映画では、行方不明になる人物が最初に画面に登場するため、観客はその人物が劇中に実在することを知っており、その人物を探す主人公を応援できる。それに対し、本作では行方不明になる前のバニーが画面に登場しない。それに加え、バニーの母・アンを演じるキャロル・リンレーの演技が情緒不安定であり、唯一アンを信じる兄のスティーブンまでもが「アンは空想上の友達をバニーと呼んでいた」と語るため、観客もバニーの実在を信じられなくなる、というものである。

## キャスト
| 役名                         | 俳優                   | 日本語吹替 |
| 役名                         | 俳優                   | NETテレビ版 |
| ---------------------------- | ---------------------- | --- |
| アン・レイク                 | キャロル・リンレー     | 鈴木弘子 |
| スティーブン・レイク         | キア・デュリア         | 市川治 |
| エルヴァイラ                 | アンナ・マッセイ       | 公卿敬子 |
| エイダ・フォード             | マーティタ・ハント     | 河村久子 |
| ウィルソン                   | ノエル・カワード       | 真木恭介 |
| ニューハウス警部             | ローレンス・オリヴィエ | 原保美 |
| アンドリュース捜査官         | クライブ・レヴィル     | 吉沢久嘉 |
| フェリシア・”バニー”・レイク | スーキー・アップルビー | 貴家堂子 |
| ドロシー                     | エイドリアン・コリ     | |
| コック                       | ルーシー・マンハイム   | |
| 看護婦                       | キカ・マーカム         | |
| 保育士                       | ジル・メルフォード     | |
| ザ・ゾンビーズ               | ザ・ゾンビーズ         | |
| 不明 その他                  |                        | 杉田俊也 京千英子 平井道子 菅谷政子 沢田敏子 富田千代美 浅井淑子 渡辺典子 恵比寿まさ子 緑川稔 石井敏郎 嶋俊介 寺島幹夫 北村弘一 村越伊知郎 |
|                              |                        | |
| 演出                         | 演出                   | 山田悦司 |
| 翻訳                         | 翻訳                   | 浅川寿子 |
| 効果                         |                        | |
| 調整                         |                        | |
| 制作                         | 制作                   | グロービジョン |
| 解説                         | 解説                   | 淀川長治 |
| 初回放送                     | 初回放送               | 1971年5月30日 『日曜洋画劇場』 |

- (約91分)2018年08月29日にザ・シネマにて再放送。

## 作品の評価
Rotten Tomatoesによれば、15件の評論のうち高評価は87%にあたる13件で、平均して10点満点中6.9点を得ている。